# Ann Marsh
Ann Elizabeth Marsh[, po mężu Senic (ur. 30 czerwca 1971 w Royal Oak) – amerykańska florecistka, brązowa medalistka mistrzostw świata.
Podczas mistrzostw świata w Nîmes w 2001 roku Amerykanki w składzie: Iris Zimmermann, Erinn Smart, Felicia Zimmermann i Ann Marsh zdobyły drużynowo brązowy medal. Była też między innymi piąta w tej konkurencji na mistrzostwach świata w Kapsztadzie w 1997 roku.
Wystartowała na igrzyskach olimpijskich w Barcelonie w 1992 roku, gdzie drużynowo była dziewiąta. Na rozgrywanych cztery lata później igrzyskach olimpijskich w Atlancie była siódma indywidualnie i dziesiąta drużynowo. Brała też udział w igrzyskach olimpijskich w Sydney w 2000 roku, zajmując czwarte miejsce drużynowo i szestnaste indywidualnie.
Ponadto na igrzyskach panamerykańskich w Hawanie (1991) zdobyła złoty medal drużynowo, a na igrzyskach panamerykańskich w Mar del Plata (1995) była druga drużynowo i najlepsza indywidualnie.